# 10161 Nakanoshima
A 10161 Nakanoshima (ideiglenes jelöléssel 1994 YZ1) a Naprendszer kisbolygóövében található aszteroida. Kobajasi Takao fedezte fel 1994. december 31-én.